# Tikwesz (zbiornik)
Tikwesz (maced. Тиквешко Езеро) – sztuczny zbiornik wodny w południowej Macedonii Północnej.
Zbiornik leży na południowym skraju kotliny Tikwesz, 12 km na południowy zachód od miasta Kawadarci, koło wsi Wozarci, na Crnej Rece w jej dolnym odcinku. Pod względem powierzchni, głębokości i długości jest największy w Macedonii. Oprócz Crnej Reki zasila go rzeka Dragow.
Tama, ukończona w 1968, ma 104 m wysokości i 338 m długości, jest kamienna z rdzeniem glinianym. Lustro wody zbiornika leży na wysokości 165 m n.p.m. Powierzchnia zbiornika wynosi 14 km², długość – 29,5 km, szerokość – do 500 m, maksymalna głębokość – 150 m. Objętość zbiornika wynosi 475 mln m³.
Zbiornik służy przede wszystkim nawadnianiu pobliskich upraw, jednak latem większość wód spuszcza się w celu utrzymania minimalnego stanu wody Wardaru. Oprócz tego zbiornik zasila elektrownię wodną „Tikwesz” i jest atrakcją turystyczną. Jest bogaty w ryby, znane są tutejsze sumy, dochodzące do 2 m długości. Dookoła zbiornika utworzono strefę ochrony przyrody.
Nad jeziorem leży monaster z cerkwią pw. świętego Jerzego z XIV wieku z cennymi freskami.